# Boarmia umbrata
Boarmia umbrata är en fjärilsart som beskrevs av Moore 1887. Boarmia umbrata ingår i släktet Boarmia och familjen mätare. Inga underarter finns listade i Catalogue of Life.